# Antonio García Quejido
Antonio García Quejido (Madrid, 1856-1927) est un homme politique et syndicaliste espagnol.

## Biographie
Typographe de profession, il entre en contact avec le cercle marxiste madrilène que dirige Pablo Iglesias. Ce groupement, connu sous l'appellation de Nouvelle Fédération Madrilène, est  l’embryon d’où va naître, le 2 mai 1879, le PSOE, dont il devient un des dirigeants, participant à ce titre à de nombreux congrès de la II° Internationale.
En 1888, il participe à la fondation de l’UGT, dont il est élu président. Entre 1894 et 1902, il assume aussi la charge de secrétaire général de la centrale syndicale. En 1897, il est élu secrétaire du Comité national du PSOE. Candidat socialiste en de nombreuses élection, il est élu conseiller de la Municipalité de Madrid en 1909. En 1912, il est nommé directeur du journal El Socialista, organe officiel du PSOE. 
En 1914, après le déclenchement de la Première Guerre mondiale, il se montre opposé aux deux camps impérialistes, contrairement à la majorité des dirigeants du PSOE qui étaient favorables aux Alliés. 
Après la Révolution russe de 1917, il est un des dirigeants socialistes partisans de l’entrée du PSOE dans l’Internationale communiste ; il va lutter en faveur de l’entrée  jusqu’en 1921, date de la scission qui fait naître le Parti communiste ouvrier espagnol, dont il est un fondateur, puis le Parti communiste d'Espagne, dont il est élu secrétaire général.
Il meurt à Madrid en 1927, à 71 ans. 
Il a écrit de nombreux articles dans El Socialista, La Nueva Era, La Antorcha (organe du PCE), une biographie de Pablo Iglesias sous le pseudonyme de "Fidel" (Pablo Iglesias y el Partido Socialista, 1905) et un livre sur Marx : Carlos Marx y la Internacional (1923). 
Il a fait éditer le premier tome du Capital de Karl Marx en 1901.